# Wallefeld
Wallefeld is een deel van de gemeente Engelskirchen in  de Oberbergischer Kreis in het Rijnland in Noordrijn-Westfalen in Duitsland. Hier is een openluchtzwembad. 
Wallefeld is een van oorsprong Ripuarisch sprekende plaats en ligt aan de Uerdinger linie.  